# Сан-Фердінандо
Сан-Фердінандо (італ. San Ferdinando, сиц. San Ferdinando) — муніципалітет в Італії, у регіоні Калабрія,  метрополійне місто Реджо-Калабрія‎.
Сан-Фердінандо розташований на відстані близько 480 км на південний схід від Рима, 80 км на південний захід від Катандзаро, 50 км на північний схід від Реджо-Калабрії.
Населення — 4439 осіб (2014).
Щорічний фестиваль відбувається 30 травня. Покровитель — San Ferdinando.

## Демографія
Населення за роками:

Станом на 1 січня 2023 року в муніципалітеті офіційно проживали 572 іноземці з 34 країн, серед них 170 громадян країн Євросоюзу та 22 громадяни України.

## Сусідні муніципалітети
- Джоя-Тауро
- Розарно